# 移牧

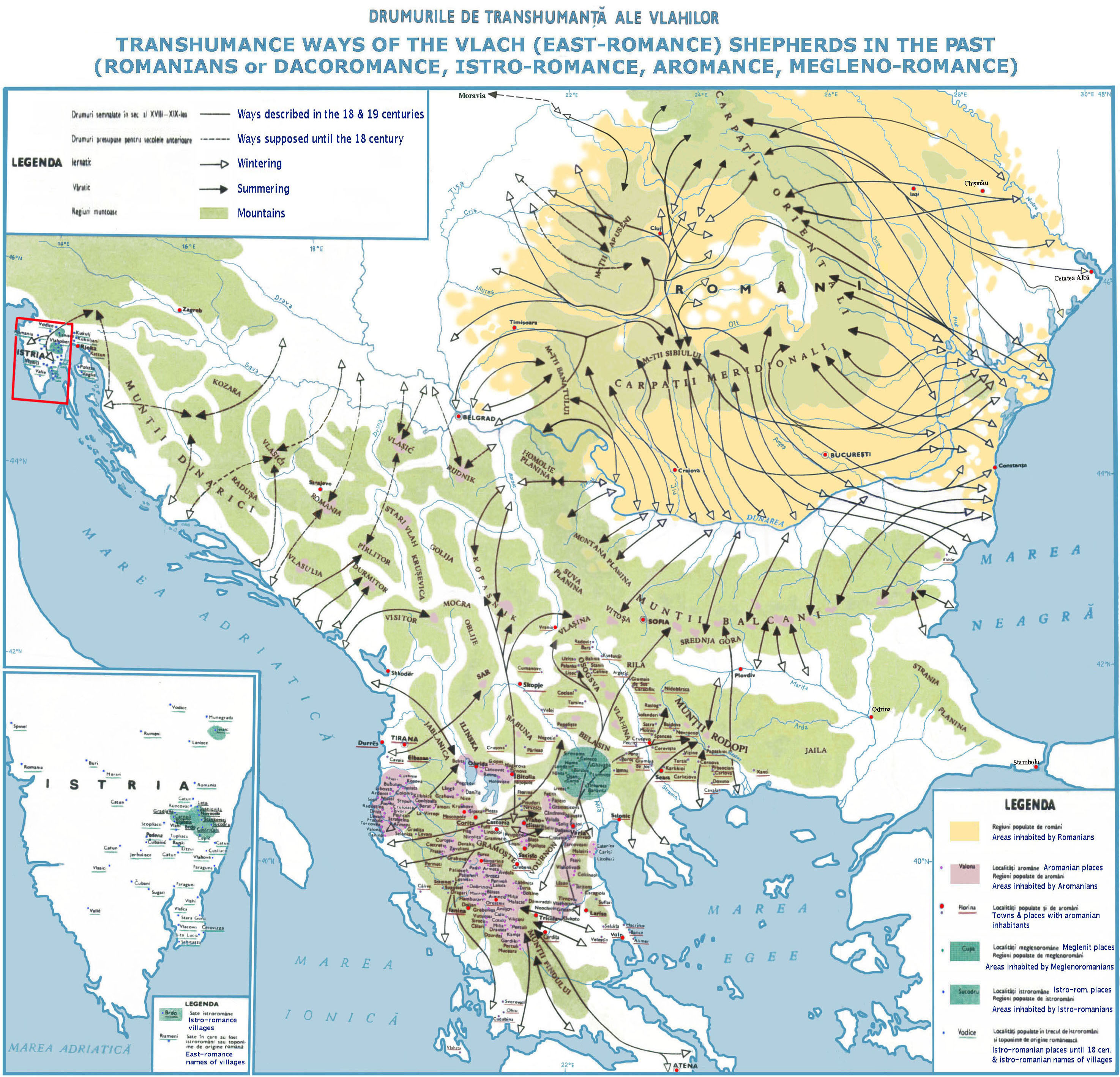
バルカン半島での移牧ルート

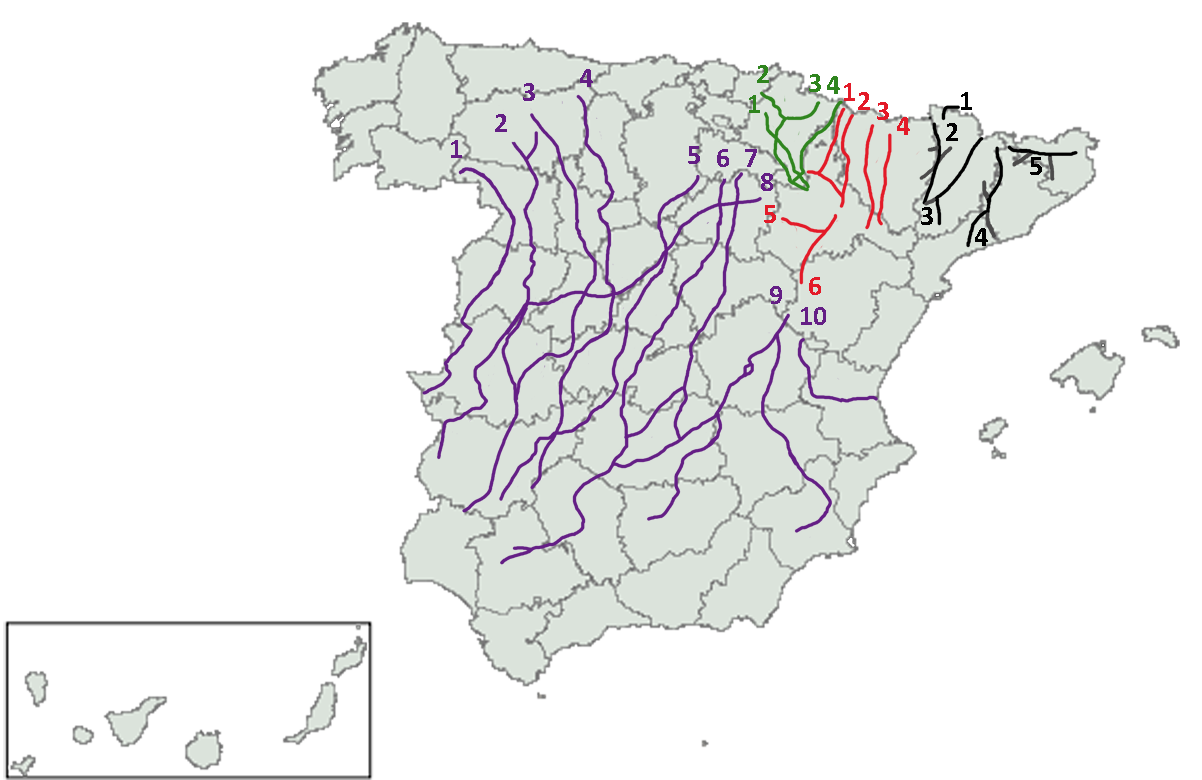
スペインでの移牧ルート

移牧（いぼく）とは、季節ごとに決まった放牧地間を移動する放牧の一形態。

## 概要
スイスなどアルプス山脈周辺で行われている、夏に標高の高い草地（アルプ）で放牧し、冬に低地に移動する形態が、垂直移牧（vertical transhumance）の典型例。谷側に定住する家を持つ。対照的に、平原を季節で移動する水平移牧（遊牧、horizontal transhumance）は、気候・経済・政治的な混乱に見舞われやすい。
その他、ヨーロッパ、アジア、アフリカ各地に類似の放牧が存在している。オーストリア、ギリシャとイタリアの地中海沿岸とアルプス山脈の間の移牧は2019年にユネスコの無形文化遺産に登録され、そして2023年にアルバニア、アンドラ、クロアチア、フランス、ルクセンブルク、ルーマニア、スペインに拡張登録した。

## 地域別
- アルプス山脈
- モン・ペルデュ一帯（スペイン、フランス）[4]